# Вратица
Вратѝца е село в Югоизточна България, община Камено, област Бургас.

## География
Село Вратица се намира на около 28 km запад-северозападно от центъра на областния град Бургас, около 11 km запад-северозападно от общинския център град Камено и около 15 km юг-югозападно от град Айтос. Разположено е в Бургаската низина, недалече от десния (западния) бряг на Чукарска река (Чакърлийска река, Чакърлийка). Надморската височина в центъра на селото е около 130 m, на запад нараства до около 160 m, а на изток намалява до около 110 m.
На около 400 – 500 m северно от Вратица минава автомагистрала „Тракия“, с която селото няма непосредствена пътна връзка. През селото минава в направление приблизително север – юг и в границите му е негова главна улица третокласният републикански път III-539, водещ на юг през селата Трояново, Русокастро и Дюлево към град Средец, а на североизток покрай отстоящото на около 4 km село Винарско и през село Караново – към Айтос.
Землището на село Вратица граничи със землищата на: село Драгово на северозапад; село Винарско на север и изток; село Трояново на юг; село Хаджиите на запад.
В землището на село Вратица се намира (към 2022 г.) северната част на язовир Трояново, чиято основна част с язовирната стена е в землището на село Трояново.

## История
След Руско-турската война 1877 – 1878 г., по Берлинския договор 1878 г. селото остава в Източна Румелия; присъединено е към България след Съединението през 1885 г.
През 1934 г. селото с дотогавашно име Капуджи кьой е преименувано на Вратица.

## Население
Населението на село Вратица наброява 600 души при преброяването към 1934 г. и 695 души към 1946 г., намалява до 119 души (по текущата демографска статистика за населението) към 2020 г.

### Етнически състав
Преброяване на населението през 2011 г.
Численост и дял на етническите групи според преброяването на населението през 2011 г.:
|                     | Численост |
| Общо                | 95        |
| Българи             | 94        |
| Турци               | -         |
| Цигани              | -         |
| Други               | -         |
| Не се самоопределят | -         |
| Неотговорили        | -         |